# Moita (Anadia)
Moita is een plaats (freguesia) in de Portugese gemeente Anadia en telt 2 733 inwoners (2001).